# Staż pracy
Staż pracy – łączna długość okresów zatrudnienia, od której uzależnione jest uzyskanie praw pracowniczych (np. prawo do uzyskania urlopu wypoczynkowego, emerytury).

## Staż pracy w Polsce
Do okresu zatrudnienia wlicza się wszystkie okresy poprzedniego zatrudnienia (bez względu na przerwy w zatrudnieniu), okres nauki oraz sposób ustania stosunku pracy.

### Uprawnienia
Od stażu pracy pracownika zależą uprawnienia pracownicze, np.:
- prawo do urlopu;
- prawo do dłuższego okresu wypowiedzenia;
- prawo do emerytury;
- prawo do nagrody jubileuszowej;
- prawo do odprawy.

### Okresy wliczane
Staż pracy obejmuje nie tylko okresy faktycznego wykonywania pracy, lecz także okresy, w których pracownik tej pracy nie świadczył, jednak podlegają one wliczeniu w staż pracy, od którego zależą uprawnienia pracownicze. Do takich okresów zalicza się m.in. okres:
- za który sąd przyznał wynagrodzenie pracownikowi przywróconemu do pracy, jeśli pracownik podjął pracę,
- o który skrócono czas wypowiedzenia w razie zwolnienia pracownika z pracy z przyczyn leżących po stronie pracodawcy, za który przyznano pracownikowi odszkodowanie,
- prowadzenia indywidualnego gospodarstwa rolnego lub pracy w takim gospodarstwie prowadzonym przez współmałżonka,
- czynnej i zawodowej służby wojskowej,
- urlopu wychowawczego,
- pobierania zasiłku dla bezrobotnych i stypendium otrzymywanego przez bezrobotnego w trakcie szkolenia, na które został skierowany przez starostę, a także stypendium otrzymywanego bądź w trakcie odbywania stażu na podstawie skierowania starosty, bądź przez uczestnika przygotowania zawodowego dorosłych,
- pracy za granicą u pracodawcy zagranicznego,
- odbywania studiów doktoranckich – jednak nie więcej niż 4 lata i pod warunkiem uzyskania stopnia doktora.

### Okresy niewliczane
Do stażu pracy nie zalicza się natomiast okres:
- pracy na podstawie umowy zlecenia lub innej umowy cywilnoprawnej,
- prowadzenia działalności gospodarczej,
- urlopu bezpłatnego.

### Urlop wypoczynkowy a staż pracy
Podczas naliczania pracownikowi urlopu wypoczynkowego doliczany jest okres zatrudnienia (stażu pracy) oraz lata nauki. Pod uwagę brana jest ostatnia szkoła ukończona przez pracownika. W zależności od rodzaju ukończonej szkoły pracownikowi doliczane jest od 3 do 8 lat. Okresy nauki nie podlegają sumowaniu.
Według art. 155. § 1. Kodeksu pracy, do okresu pracy, od którego zależy wymiar urlopu, wlicza się z tytuł ukończenia:
1) zasadniczej lub innej równorzędnej szkoły zawodowej – przewidziany programem nauczania czas trwania nauki, nie więcej jednak niż 3 lata;
2) średniej szkoły zawodowej – przewidziany programem nauczania czas trwania nauki, nie więcej jednak niż 5 lat;
3) średniej szkoły zawodowej dla absolwentów zasadniczych (równorzędnych) szkół zawodowych – 5 lat;
4) średniej szkoły ogólnokształcącej – 4 lata;
5) szkoły policealnej – 6 lat;
6) szkoły wyższej – 8 lat.
W przypadku, gdy dany pracownik pobierał naukę i pracował, wybierany jest dla niego najkorzystniejszy wariant. Mówi o tym art. 155. § 1. Kodeks pracy, zgodnie z którym, jeżeli pracownik pobierał naukę w czasie zatrudnienia, do okresu pracy, od którego zależy wymiar urlopu, wlicza się bądź okres zatrudnienia, w którym była pobierana nauka, bądź okres nauki, zależnie od tego, co jest korzystniejsze dla pracownika.